# Sérgio Augusto Leoni
Sérgio Augusto Leoni (Lapa, 20 de novembro de 1936 - Lapa, 16 de junho de 2013) foi um político brasileiro.
Leoni foi vereador e prefeito da cidade da Lapa e sua principal atuação e benefício para a cidade, foi a oficialização da conservação do casario e prédios históricos.

## Biografia
Formado em agronomia pela Escola Superior de Agricultura e Veterinária do Paraná, elegeu-se prefeito da sua cidade natal em três ocasiões: 1969 a 1972; de 1977 a 1982; e de 1989 a 1992 e entre 2001 e 2004 foi vereador.
Em 1989, através de movimentação política liderada por Leoni, o Instituto do Patrimônio Histórico e Artístico Nacional (Ipahn) tombou, como patrimônio histórico e cultural, todo o centro da cidade, que contem 38 edificações que datam do século XIX e 76 da primeira metade do século XX, incluindo importantes edifícios que ficaram marcados no Cerco da Lapa.